# کاولا بی (هاوایی)
کاولا بی (به انگلیسی: Kawela Bay) یک منطقهٔ مسکونی در ایالات متحده آمریکا است که در هاوایی واقع شده‌است. کاولا بی ۵٫۲ کیلومتر مربع مساحت و ۳۳۰ نفر جمعیت دارد و ۲٫۷۴ متر بالاتر از سطح دریا واقع شده‌است.